# Michael Pham
Michael (Micae) Phạm Minh Cường (Đà Nẵng, 27 gennaio 1967) è un vescovo cattolico vietnamita naturalizzato statunitense, dal 22 maggio 2025 vescovo di San Diego. Prima di assumere il ruolo di vescovo diocesano, Pham è stato vescovo ausiliare dal 2023  e come amministratore diocesano della stessa dal 18 marzo 2025. È il quarto vescovo vietnamita-americano a esercitare il suo ministero negli Stati Uniti d'America. Il primo vescovo vietnamita-americano è stato Dominic Mai Thanh Lương, nominato nel 2003.
Nel 1980 ha lasciato il Vietnam su una barca ed è stato mandato in un campo profughi in Malaysia, per poi essere reinsediato in Minnesota, negli Stati Uniti, grazie a una sponsorizzazione. Nel giro di tre anni, la sua famiglia si è riunita in Minnesota e poi, nel 1985, si è stabilita a San Diego, in California. Dopo aver conseguito il bachelor of science in ingegneria aeronautica presso l'Università statale di San Diego ha deciso di seguire la vocazione al presbiterato. Dopo aver studiato presso i seminari "San Francesco" e "San Patrizio", nel 1999 è stato ordinato presbitero.
Prima della sua nomina a vescovo ausiliare della diocesi di San Diego avvenuta nel giugno del 2023, Pham era parroco della parrocchia del Buon Pastore a San Diego. Dal 2018 era anche vicario generale. Parla correntemente vietnamita, inglese e spagnolo.

## Biografia
Micae Pham Minh Cuong è nato a Đà Nẵng il 27 gennaio 1967, è originario della parrocchia di Quan Cong, nella diocesi di Bùi Chu, ed è il figlio maggiore della famiglia. Suo padre era cattolico e collaborò con gli americani come membro dell'Esercito della Repubblica del Vietnam. Dopo la caduta di Saigon e la fine della guerra del Vietnam, i suoi beni furono confiscati ed egli venne mandato in un campo di rieducazione, da cui fu poi rilasciato. In seguito, divenne pescatore e forniva carburante a chi voleva fuggire con la barca dal paese.
Cresciuto nella Repubblica del Vietnam, durante la sua infanzia, negli anni '70, il giovane Pham è rimasto positivamente impressionato da un prete che conosceva e ha maturato il desiderio di diventare prete egli stesso quando aveva dieci anni.
Nel luglio del 1980, Pham ha lasciato il Vietnam insieme a sua sorella e a un fratello minore su una barca. Il mezzo era sovraccarico e trasportava 119 persone su una capacità di 60. Hanno viaggiato senza cibo e con pochissima acqua in uno spazio descritto come "con nessun posto dove sedersi" e "stipato come una scatola di sardine". Il piano per partire era stato fatto la stessa notte quando la barca, che era stata fermata per aver partecipato ad attività illegali di attraversamento della frontiera, è stata restituita nella stessa mattina. Dopo essere incappati nei pirati e dopo che la barca ebbe subito una rottura che dovette essere rattoppata con dei vestiti, i tre fratelli sbarcarono in un campo profughi nell'isola di Bidong, in Malaysia, dove hanno vissuto per tre mesi prima che una famiglia americana li sponsorizzasse per trasferirsi a Blue Earth, nel Minnesota. Per raggiungere i loro benefattori, i tre fratelli sono stati trasferiti a Kuala Lumpur per un mese, poi in Giappone, a Seattle e infine, nel febbraio del 1981 hanno raggiunto il Minnesota.
Pochi mesi dopo, sono stati raggiunti da un'altra sorella mentre i restanti membri della famiglia (quattro fratelli e i genitori) hanno raggiunto il Minnesota nel 1983.

### Formazione e ministero sacerdotale
In Minnesota, Pham ha frequentato la scuola superiore, ma ha interrotto gli studi prima di diplomarsi. Nel 1985 la famiglia si è trasferita dal Minnesota a San Diego, in California. Pham ha ripreso gli studi e si è diplomato alla San Diego High School. Ha frequentato l'Università statale di San Diego conseguendo la il bachelor of science e il master's degree il ingegneria aeronautica. Ha poi lavorato per la Continental Graphics, supportando l'archiviazione delle informazioni della Boeing.
Maturata la vocazione al presbiterato, Pham ha fatto domanda di entrare in seminario senza l'approvazione del padre, poiché questi non  vedeva con favore la sua intenzione di diventare prete. Anche la madre era contraria, ma gradualmente i genitori hanno accettato il fatto che non potevano impedire al figlio di seguire il percorso della vita religiosa. In precedenza, Pham si era innamorato di una ragazza, ma quando questa gli ha scritto una lettera in cui manifestava il desiderio di riprendere la relazione con lui, quella stessa settimana, suo padre ha deciso di accettare la decisione del figlio.
Ha compiuto gli studi ecclesiastici presso il seminario "San Francesco" dell'Università di San Diego. Ha conseguito il Bachelor of Divinity e il Master of Divinity.
Dopo aver completato il programma di formazione presso il seminario "San Patrizio" di Menlo Park, il 25 giugno 1999 è stato ordinato presbitero per la diocesi di San Diego nella chiesa di San Michele a Poway da monsignor Robert Henry Brom, vescovo di San Diego. In seguito è stato vicario parrocchiale della parrocchia di Santa Maria, Stella del Mare, a Oceanside dal 1999 al 2001; direttore diocesano delle vocazioni dal 2001 al 2004; parroco della parrocchia della Sacra Famiglia a San Diego dal 2004 al 2014; parroco della parrocchia di Santa Teresa a San Diego dal 2014 al 2016; parroco della parrocchia del Buon Pastore a San Diego, una delle più grandi della diocesi, dal 2016 al 2023. Nel 2009 ha ottenuto il Master of Science in psicologia.
Nel 2017 è stato nominato anche vicario episcopale per le comunità etniche e interculturali. Gli viene riconosciuto il merito di aver rafforzato le comunità multietniche nella diocesi. Dallo stesso anno ha celebrato la Pentecoste per tutte le Nazioni, un evento che ha attirato la partecipazione di almeno 2000 fedeli ogni anno.
Il 5 settembre 2019 è stato nominato anche vicario generale. È stato il primo vicario generale vietnamita-americano della diocesi. L'anno successivo ha conseguito la licenza in evangelizzazione presso il seminario "Sacro Cuore" di Detroit.

### Ministero episcopale

Stemma di monsignor Pham come vescovo ausiliare di San Diego.

Il 6 giugno 2023 papa Francesco lo ha nominato vescovo ausiliare di San Diego e titolare di Cercina. Nel 2019, c'erano circa 5000 famiglie cattoliche vietnamite nella diocesi di San Diego e sette sacerdoti vietnamiti svolgevano lì il loro ministero pastorale. Di questi, tre erano parroci (due in parrocchie vietnamite e uno in una parrocchia americana). Ha ricevuto l'ordinazione episcopale il 28 settembre successivo nella chiesa di Santa Teresa del Carmelo a San Diego dal vescovo di San Diego Robert Walter McElroy, co-consacranti il vescovo di Yakima Joseph Jude Tyson e quello di Phoenix John Patrick Dolan.
Nel suo stemma episcopale vi è l'immagine di un alveare che simboleggia san Giovanni Crisostomo, il suo santo patrono battesimale.
Il 17 marzo 2025 il collegio dei consultori, composto dai tre vescovi ausiliari e otto sacerdoti, lo ha eletto amministratore diocesano della diocesi di San Diego, sede vacante dopo il trasferimento del cardinale Robert Walter McElroy all'ufficio di arcivescovo metropolita di Washington. È stata la prima volta che un vescovo vietnamita-americano ha assunto l'incarico di amministratore di una diocesi cattolica negli Stati Uniti d'America.
Il 22 maggio 2025 papa Leone XIV lo ha nominato vescovo di San Diego. Pham è stato il primo vescovo statunitense ad essere nominato dal nuovo pontefice. È il terzo prelato asiatico-americano e il primo vietnamita-americano a prestare come vescovo di una diocesi negli Stati Uniti d'America.
Nel giugno seguente, monsignor Pham ha scritto una lettera congiunta con i vescovi ausiliari Ramón Bejarano e Felipe Pulido annunciando che un gruppo di chierici e leader religiosi si sarebbe schierato in solidarietà con gli immigrati presso il tribunale federale di San Diego in occasione della Giornata mondiale dei profughi. Quel giorno, Pham ha guidato una dozzina di leader religiosi in una protesta che è riuscita a respingere gli agenti dello United States Immigration and Customs Enforcement e della United States Border Patrol che avevano fatto irruzione in modo aggressivo nei tribunali e nei luoghi di lavoro per mesi. Ha preso possesso della diocesi il 17 luglio successivo con una cerimonia tenutasi nella chiesa di Santa Teresa del Carmelo a San Diego.

## Genealogia episcopale
- Cardinale Scipione Rebiba
- Cardinale Giulio Antonio Santori
- Cardinale Girolamo Bernerio, O.P.
- Arcivescovo Galeazzo Sanvitale
- Cardinale Ludovico Ludovisi
- Cardinale Luigi Caetani
- Cardinale Ulderico Carpegna
- Cardinale Paluzzo Paluzzi Altieri degli Albertoni
- Cardinale Gaspare Carpegna
- Cardinale Fabrizio Paolucci
- Cardinale Francesco Barberini
- Cardinale Annibale Albani
- Cardinale Federico Marcello Lante Montefeltro della Rovere
- Vescovo Charles Walmesley, O.S.B.
- Arcivescovo John Carroll, S.I.
- Cardinale Jean-Louis Anne Madelain Lefebvre de Cheverus
- Arcivescovo Ambrose Maréchal, P.S.S.
- Vescovo John Dubois, P.S.S.
- Arcivescovo John Joseph Hughes
- Cardinale John McCloskey
- Arcivescovo Michael Augustine Corrigan
- Cardinale John Murphy Farley
- Cardinale Patrick Joseph Hayes
- Arcivescovo John Joseph Mitty
- Vescovo Hugh Aloysius Donohoe
- Cardinale Roger Michael Mahony
- Arcivescovo George Hugh Niederauer
- Cardinale Robert Walter McElroy
- Vescovo Michael (Micae) Phạm Minh Cường